# Thylogale brownii
Thylogale brownii is een zoogdier uit de familie van de kangoeroes (Macropodidae). De wetenschappelijke naam van de soort werd voor het eerst geldig gepubliceerd door Edward Pierson Ramsay in 1887.

## Kenmerken
T. brownii is de enige pademelon in Nieuw-Guinea zonder een bleke streep op de heup. De bovenkant van het lichaam is donkerbruin, de haren aan de onderkant hebben grijze wortels. Mannetjes zijn wat groter dan vrouwtjes. De kop-romplengte bedraagt 49 tot 67 cm, de staartlengte 30 tot 52 cm, de achtervoetlengte 10 tot 17 cm, de oorlengte 4 tot 6 cm en het gewicht 3 tot 9 kg.

## Verspreiding
Deze soort komt voor op niet meer dan 2100 m hoogte in het noorden van Papoea-Nieuw-Guinea en het uiterste noordoosten van Nieuw-Guinea. De soort komt ook voor op de eilanden Nieuw-Brittannië, Nieuw-Ierland, Umboi en mogelijk Japen; op Buka en Lihir is het dier uitgestorven. Ook op Emirau kwam de soort mogelijk vroeger voor. Op deze eilanden is hij waarschijnlijk door de mens geïntroduceerd.

## Ondersoorten
- Thylogale brownii brownii (Ramsay, 1877) – komt voor in noordelijk en oostelijk Nieuw-Guinea en omliggende eilanden.
- Thylogale brownii lanata (Thomas, 1922) – komt voor in de bergen van het Huonschiereiland.

Thylogale brownii lanata werd eerder als een aparte soort van T. brownii gezien, maar is genetisch niet te onderscheiden van T. brownii.
Uit onderzoek blijkt ook dat T. brownii op basis van genetica niet goed onderscheiden kan worden van Thylogale calabyi en Thylogale brunii (waar de soort tot 1992 toe werd gerekend). Mogelijk betreft het dus slechts een soort, die wijdverspreid voorkomt op Nieuw-Guinea